# Плачек, Георг
Георг Плачек (англ. George Placzek; 26 сентября 1905, Брно — 9 октября 1955, Цюрих) — американский физик-теоретик чешского происхождения.

## Биография
Плачек родился в еврейской семье в Брно, в Моравии, входившей тогда в состав Австро-Венгерской империи. Его семья владела крупной текстильной фабрикой. В 1918-1924 годах учился в немецкой гимназии, после чего поступил в Венский университет (следует отметить, что три семестра он провел в Карловом университете в Праге). В 1928 году, после окончания обучения, защитил докторскую диссертацию и отправился на стажировку в различных научных центрах Европы: в Утрехтском университете у Хендрика Крамерса (1928—1930), в Лейпцигском университете у Петера Дебая и Вернера Гейзенберга (1930—1931), в Римском университете у Энрико Ферми (1931—1932). В 1932-1938 годах работал в Институте Нильса Бора в Копенгагене, посещая с кратковременными визитами Харьков, Иерусалим, Париж и др.
Поскольку опасность захвата стран, сопредельных с нацистской Германией, постоянная возрастала, в январе 1939 года Плачек перебрался в США. В 1939—1942 годах являлся профессором Корнеллского университета. В 1943—1944 годах возглавлял теоретическую группу, работавшую в лаборатории близ Монреаля в рамках Манхэттенского проекта. В 1945—1946 годах работал в Лос-Аламосской национальной лаборатории. Затем некоторое время сотрудничал в компании «Дженерал Электрик» в Скенектади, пока в 1948 году не получил место в Принстонском институте перспективных исследований.
Умер в Цюрихе во время визита с лекциями в Европу. Родители и сестра Плачека погибли в гитлеровских концлагерях во время Второй мировой войны.

## Научная деятельность
Научные работы Плачека посвящены квантовой теории, молекулярной и ядерной физике. Исследовал молекулярное и комбинационное рассеяние света, создал квантовое описание последнего. Совместно с Львом Ландау получил выражение для отношения интенсивностей рассеяния Мандельштама — Бриллюэна и Рэлея (формула Ландау — Плачека). Развивал идеи молекулярной симметрии и её приложений в физике.
В Копенгагене совместно с экспериментатором Отто Фришем изучал процессы рассеяния и захвата нейтронов веществом, показал, что вероятность поглощения нейтрона зависит не только от скорости последнего, но и от массы атома вещества. В 1937 году совместно с Хансом Бете сформулировал правила отбора для нейтронных резонансов. В 1939 году совместно с Рудольфом Пайерлсом и Нильсом Бором исследовал механизм ядерных реакций, индуцированных нейтронами, на основе сформулированной ими оптической теоремы и представлений о составном ядре. Принимал участие в подтверждении открытия деления ядер, предложив Отто Фришу схему прямого эксперимента с использованием камеры Вильсона, а также участвовал в обсуждении проблем теории этого явления. Независимо от других исследователей предложил использовать графит для замедления нейтронов.
В последние годы занимался изучением процессов упругого и неупругого рассеяния нейтронов в жидкостях и кристаллах.

## Некоторые публикации
- K.M. Case, F. de Hoffmann, G. Placzek. Introduction to the Theory of Neutron Diffusion. — 1954.
- G. Placzek, E. Teller. Die Rotationsstruktur der Ramanbanden mehratomiger Moleküle (недоступная ссылка — история) // Zeitschrift für Physik. — 1933. — Т. 81, № 3-4. — С. 209-258.
- L. Landau, G. Placzek. Structure of the Undisplaced Scattering Line // Physikalische Zeitschrift der Sowjetunion. — 1934. — Т. 5. — С. 172.
- H. A. Bethe, G. Placzek. Resonance Effects in Nuclear Processes // Physical Review. — 1937. — Т. 51, № 6. — С. 450–484.
- N. Bohr, R. Peierls, G. Placzek. Nuclear Reactions in the Continuous Energy Region // Nature. — 1939. — Т. 144. — С. 200–201.
- G. Placzek. On the Theory of the Slowing Down of Neutrons in Heavy Substances // Physical Review. — 1946. — Т. 69, № 9-10. — С. 423–438.
- G. Placzek. The Scattering of Neutrons by Systems of Heavy Nuclei // Physical Review. — 1952. — Т. 86, № 3. — С. 377–388.
- G. Placzek, L. Van Hove. Crystal Dynamics and Inelastic Scattering of Neutrons // Physical Review. — 1954. — Т. 93, № 6. — С. 1207–1214.